# Jimmy Tatro
James Richard Tatro (Los Ángeles, California, 16 de febrero de 1992), más conocido como Jimmy Tatro, es un actor, escritor, comediante y productor de estadounidense. Es el creador y protagonista del canal de YouTube, LifeAccordingtoJimmy, que tiene 3,4 millones de suscriptores, así como 205.900.000 visitas hasta la fecha. Tatro escribe, produce, dirige y protagoniza cada uno de sus dibujos junto con su amigo, Christian Pierce.

## Primeros años
James "Jimmy" Tatro nació y se crio en Los Ángeles, California. Él primero ganó notoriedad cuando recibió su primera cámara de video, donde él y sus amigos hicieron vídeos cómicos que escribió, dirigió, produjo, e incluso protagonizó.

## Carrera
La carrera de Tatro inició con un papel destacado en 2013, con Adam Sandler, Chris Rock, David Spade y Kevin James en Grown Ups 2 de  Sony Pictures. Tatro, actuó con Jonah Hill y Channing Tatum en 22 Jump Street, la secuela de 21 Jump Street. En 2015, Tatro apareció en la versión cinematográfica de Blue Mountain State.
En 2014, su canal de YouTube LifeAccordingtoJimmy fue incluido en New Media Rockstars Top 100 Canales, clasificando en la posición #9.
Tatro realiza stand-up en todo el país en los clubes de comedia y campus universitarios. 
Y ahora en 2017 es protagonista de una serie mundialmente conocida American Vandal un éxito en todo el mundo.

## Vida personal
Tatro asistió a la Universidad de Arizona, fue miembro de la fraternidad Pi Kappa Phi y en la actualidad vive en su ciudad natal, Los Ángeles.
Tatro se encontraba en una relación con Emily Osment ex-estrella de Disney Channel, pero la relación se dio por finalizada.

## Filmografía

### Cine
| Año  | Título                                    | Personaje               | Notas                        |
| ---- | ----------------------------------------- | ----------------------- | ---------------------------- |
| 2013 | Grown Ups 2                               | Chico de la fraternidad |                              |
| 2014 | 22 Jump Street                            | Rooster                 |                              |
| 2015 | How to Have Sex on a Plane                | Lead Guy                | Cortometraje                 |
| 2015 | Air Bound                                 | Matthew                 | Actuación de voz             |
| 2016 | Blue Mountain State: The Rise of Thadland | Dick Dawg               |                              |
| 2016 | Internet Famous                           | Él mismo                | Cameo                        |
| 2016 | FML                                       | Bobby Fellows           |                              |
| 2016 | Boo! A Madea Halloween                    | Sean                    |                              |
| 2018 | Super Troopers 2                          | Lance Stonebreaker      |                              |
| 2018 | Camp Manna                                | Clayton Vance           |                              |
| 2018 | Smallfoot                                 | Thorp                   |                              |
| 2019 | Stuber                                    | Richie Sandusky         |                              |
| 2023 | Theater Camp                              | Troy Rubinski           |                              |
| 2023 | The Machine                               | Bert Kreischer (joven)  |                              |
| 2023 | Strays                                    | Finn                    |                              |
| 2023 | Diary of a Wimpy Kid: Rodrick Rules       | Bill Walter             |                              |
| 2024 | The Real Bros of Simi Valley              | Xander Sanders          | También director y guionista |
| 2025 | You're Cordially Invited                  | Nixon                   |                              |
| TBA  | California King                           |                         |                              |
| TBA  | Action #1                                 | Brian                   |                              |
| TBA  | Mike & Nick & Nick & Alice                |                         |                              |

### Televisión
| Año           | Título                     | Personaje     | Notas                                               |
| ------------- | -------------------------- | ------------- | --------------------------------------------------- |
| 2011–presente | LifeAccordingtoJimmy       | Él mismo      | Protagonista                                        |
| 2013          | Homemade Movies            | Thug          | "Tim Burton's I'm Batman" (Temporada 2, Episodio 9) |
| 2015          | Little League World Series | Ryan McGaffey | "Meet the #1 Team" (Temporada 1, Episodio 1)        |
| 2017          | Drive Share                | Pasajero      | "Drive Share Black" (Temporada 1, Episodio 9)       |
| 2017–2018     | American Vandal            | Dylan Maxwell | Personaje principal                                 |
| 2018          | Modern Family              | Bill          | "Royal Visit" (Temporada 9, Episodio 17)            |
| 2019          | Bright Futures             | Berger        | Próxima serie (Posproducción)                       |
| 2019          | Charmed                    | Gideon        | "Touched by a demon" (Temporada 1, Episodio 14)     |
| 2021–2023     | Home Economics             | Connor        | Personaje principal                                 |

## Premios y  nominaciones
| Lista de premios y nominaciones | Lista de premios y nominaciones   | Lista de premios y nominaciones     | Lista de premios y nominaciones | Lista de premios y nominaciones | Lista de premios y nominaciones | Lista de premios y nominaciones |
| Año                             | Organización                      | Categoría                           | Trabajo                         | Resultado                       | Ref(s)                          |                                 |
| ------------------------------- | --------------------------------- | ----------------------------------- | ------------------------------- | ------------------------------- | ------------------------------- | ------------------------------- |
| 2017                            | IGN Summer Movie Awards           | Mejor Actor en una Serie de Comedia | American Vandal                 | Nominado                        | [ 11 ]                          |                                 |
| 2018                            | Critics' Choice Television Awards | Mejor Actor en Película/Miniserie   | American Vandal                 | Nominado                        | [ 12 ]                          |                                 |
| 2018                            | Gold Derby Awards                 | Mejor Actor en Miniserie            | American Vandal                 | Nominado                        | [ 13 ]                          |                                 |